# Maciej Kaufman
Maciej Kaufman (ur. 1983) – polski architekt. Laureat wielu nagród i wyróżnień w konkursach architektonicznych. Zdobywca m.in. Nagrody Architektonicznej im. Małgorzaty Baczko i Piotra Zakrzewskiego w 2010 r.
Przez wiele lat doświadczenie zawodowe zdobywał w biurze Bulanda Mucha Architekci. Współwłaściciel pracowni archigrest, utworzonej w 2008 r.

## Konkursy architektoniczne
2015:
- II nagroda w konkursie Europan 13, 2015 (współautor: Marcin Maraszek)[2]

2016:
- II nagroda w konkursie na opracowanie koncepcji architektonicznej obiektów małej architektury oraz elementów informacji wizualnej dla peronów WKD jako część systemu identyfikacji wizualnej WKD (współautor: Marcin Maraszek)[3]
- I nagroda w konkursie na opracowanie koncepcji architektoniczno-urbanistycznej Centrum Lokalnego Skwer S. Broniewskiego „Orszy” w Warszawie (współautor: Marcin Maraszek)[4]
- III nagroda równorzędna w konkursie na opracowanie koncepcji programowo - przestrzennej rewitalizacji otwartego kąpieliska miejskiego w Elblągu w ramach realizacji I etapu Europarku[5]

## Nagrody i wyróżnienia
Ostatni Długi Ogród:
- II nagroda w konkursie na Dyplom Roku Towarzystwa Urbanistów Polskich o/Gdańsk (2009)
- I nagroda w konkursie na Dyplom Roku Towarzystwa Urbanistów Polskich (2009)
- Nagroda Architektoniczna im. Małgorzaty Baczko i Piotra Zakrzewskiego (2010)